# Idioma soo
El soo o tepes es una lengua kuliak hablada por los tepes del noreste de Uganda. A veces también se transcribe el nombre de la lengua como so o tepeth. Es una lengua amenazada hablada por menos de 5 mil personas en un grupo étnico de unos 22 mil (2002), en la actualidad la mayoría de jóvenes y niños hablan karamojong por lo que actualmente sólo adultos y ancianos hablan soo.
- Datos: Q3437607